# Щеглов, Иван Михайлович
Иван Михайлович Щеглов (16 июля 1918, Точилово, Торопецкий уезд, Псковская губерния, РСФСР — 28 августа 1966, Великие Луки, Псковская область) — участник Великой Отечественной войны, Герой Советского Союза.

## Биография
Иван Михайлович Щеглов родился в деревне Точилово, ныне Назимовской волости Куньинского района Псковской области. Русский. Окончил 4 класса. Работал в колхозе.
В 1938 году был призван в Рабоче-крестьянскую Красную Армию. Участник Великой Отечественной войны с июня 1941 года. Воевал на Западном, Центральном, Волховском, Брянском, Воронежском и 1-м Украинском фронтах. Участник боёв за Берлин.
К весне 1945 года старшина Щеглов командовал огневым взводом 1251-го пушечного артиллерийского полка 39-й пушечной артиллерийской бригады. 19 марта 1945 года в районе города Нейштадт (ныне Прудник, Польша) группа гитлеровцев численностью более 300 человек, пытаясь вырваться из окружения, вышла на позиции взвода Щеглова. Командир организовал отражение контратаки. Артиллеристы, подпустив противника на расстояние ста метров, открыли огонь в упор. Когда немцы были на расстоянии пятидесяти метров, старшина Щеглов с группой бойцов в 40 человек бросился в контратаку. Они вышли победителями. На подступах к батарее враг оставил 84 трупа, было взято в плен 62 солдата и 2 офицера. В рукопашной схватке Щеглов лично уничтожил 12 солдат и пленил двух офицеров.
27 июня 1945 года «за образцовое выполнение боевых заданий командования на фронте борьбы с немецко-фашистскими захватчиками и проявленные при этом отвагу и геройство» старшине Щеглову Ивану Михайловичу присвоено звание Героя Советского Союза.
После войны был демобилизован и вернулся на родину. Окончил курсы работников связи, был начальником Великолукского отделения связи. Жил в городе Великие Луки.
Умер 28 августа 1966 года. Похоронен на кладбище «Божно» города Великие Луки.

## Награды
- Указом Президиума Верховного Совета СССР от 27 июня 1945 года за образцовое выполнение боевых заданий командования на фронте борьбы с немецко-фашистскими захватчиками и проявленные при этом отвагу и геройство старшине Щеглову Ивану Михайловичу присвоено звание Героя Советского Союза с вручением ордена Ленина и медали «Золотая Звезда» (№ 7675).
- Награждён орденами Красной Звезды, Славы 3-й степени и медалями, в том числе «За отвагу».

## Память
- Имя Героя носит Рябовская школа Куньинского района Псковской области.
- В посёлке Кунья на мемориале установлена стела, в деревне Точилово — мемориальная доска.